# Singur printre pelicani
Singur printre pelicani este un film românesc din 1970 regizat de Ion Bostan.